# Battisti stretti
Si definiscono battisti stretti (o "Battisti stretti e particolari") quelle chiese battiste che intendono portare avanti inalterata la tradizione ed i principi originali dei Battisti particolari su linee strettamente calviniste rifiutando di consociarsi con chiese battiste di altra tendenza e/o con altre chiese evangeliche. Le troviamo originalmente in Gran Bretagna fra quelle chiese che non aderiscono all'Unione Battista della Gran Bretagna (BUGB), ma si rifanno a questo movimento anche altre chiese soprattutto canadesi e negli Stati Uniti d'America.

## Lineamenti storici
Agli inizi del XVII secolo i Battisti in Inghilterra si sviluppano lungo due diverse linee teologiche. I Battisti generali vengono denominati in questo modo perché sostengono la "redenzione generale", il concetto secondo il quale il sacrificio di Cristo sulla croce renderebbe possibile la salvezza di chiunque riponga in esso la sua fede. Si tratta essenzialmente della redenzione universale sostenuta dall'Arminianesimo. All'origine dei Battisti generali sono John Smyth e Thomas Helwys. I Battisti particolari, d'altro canto, sono chiamati in questo modo perché sostengono il principio della "redenzione particolare", che limita l'opera salvifica di Cristo in croce solo agli eletti, coloro ai quali Dio sovranamente concede la grazia della salvezza e che per questo sono affidati a Cristo, non quindi una salvezza disponibile per tutti, ma una salvezza che riguarda solo le persone particolari alle quali essa è destinata. Questa posizione corrisponde a quella della soteriologia calvinista. Originali esponenti di rilievo dei Battisti particolari sono Benjamin Keach, Hanserd Knollys e William Kiffin.
Durante il XVIII secolo, però, i Battisti generali scivolano su posizioni teologicamente liberali e scompaiono quasi del tutto dalla scena inglese. Nello stesso periodo, i Battisti particolari si muovono su posizioni dottrinali molto radicali che alcuni descrivono come iper-calviniste ed antinomiste. Nel 1785, Andrew Fuller (1754-1815) pubblica The Gospel Worthy of All Acceptation (l'Evangelo degno di essere pienamente accettato) che aiuta molti Battisti particolari verso un nuovo evangelicalismo, chiamato da alcuni Fullerismo che porterà i Battisti particolari inglesi a dividersi. I "Fulleriti" trovano i loro esponenti di rilievo in Fuller e William Carey (1761-1834), missionario in India. Non tutti, così, sono d'accordo con questo nuovo sviluppo. Continuano a sostenere fra i Battisti particolari uno stretto Calvinismo John Gill (1696-1771), conosciuto ancora oggi soprattutto per il suo commentario all'intera Bibbia (Exposition of the Whole Bible). Nella corrente fullerita dei Battisti particolari, il Calvinismo declina e cresce la pratica della comunione aperta.
Quando viene fondata l'Unione Battista inglese nel 1813 si tratta soprattutto di un'iniziativa dei Battisti particolari. Nel 1833 essa viene ristrutturata per permettere l'accoglienza dei Battisti generali. Nel 1891 le distinzioni formali fra Battisti particolari e generali scompaiono in favore di un'Unione Battista unificata.. Le chiese battiste che non hanno inteso di dover convergere nell'Unione Battista (della Gran Bretagna) ma di continuare a portare avanti le linee dei Battisti particolari perdurano a tutt'oggi e sono così conosciute come "Chiese battiste strette" o "Battisti stretti e particolari" (Strict and Particular Baptists). L'aggettivo "stretto" si riferisce alla posizione "stretta" o "chiusa" al riguardo di chi può diventare membro delle loro comunità e partecipare alla Cena del Signore. La maggioranza dei Battisti particolari, infatti, con la notevole eccezione di John Bunyan, respingeva la appartenenza e la comunione aperta. Il termine "stretto" sta pure a significare lo stretto Calvinismo che essi continuano a sostenere, anche definito come ipercalvinismo. Queste chiese, generalmente, rifiutano l'ecumenismo e di venire a patti con altre chiese evangeliche.
I Battisti stretti rappresentano la corrente dei Battisti particolari che tendeva verso l'iper-calvinismo. Negli Stati Uniti d'America corrispondono generalmente con quelle chiese che si sono definite "Battisti primitivi".
Leader di rilievo di questo movimento includono William Gadsby (1773-1844) autore di un innario ancora in uso fra le loro chiese (A Selection of Hymns for Public Worship), John Warburton (1776-1857), John Kershaw (1792-1870), Joseph C. Philpot (1802-1869), James Wells (1803-1872) e Samuel Eyles Pierce (1746-1829). Operò nell'area delle chiese dei Battisti stretti anche il teologo inglese Arthur Pink (1886–1952). La radicalità delle sue persuasioni calviniste (o ipercalvinismo), e il parrocchialismo delle denominazioni, contribuisce al suo isolamento facendo propendere l'opinione pubblica alla sua collocazione teologica tra i Battisti stretti, i quali peraltro sono ancora oggi i maggiori diffusori (specie in Gran Bretagna) delle Opere di Arthur Pink.  Non avendo alcuna organizzazione centralizzata, i Battisti stretti erano conosciuti sulla base della pubblicazione periodica che sostengono: Christian Pathway Strict Baptists, Earthen Vessel Strict Baptists, Gospel Herald Strict Baptists, e Gospel Standard Strict Baptists.
I battisti che si rifanno a Earthen Vessel, Gospel Herald ed altri si uniscono più tardi come la Grace Baptist Assembly (fondata nel 1980 assorbendo la Strict Baptist Assembly e la Assembly of Baptised Churches. La Grace Baptist Assembly rappresenta una modifica dei Battisti stretti vicina al "Fullerismo" del XVIII secolo. Queste chiese inglesi, inoltre si riuniscono in tre associazioni regionali: Association of Grace Baptist Churches (East Anglia), Association of Grace Baptist Churches (East Midlands), Association of Grace Baptist Churches (South East) e la Fellowship of Northern Particular Baptist Churches.
I Gospel Standard Strict Baptists, respingono il "Calvinismo moderato" dei Fulleriti e rimangono quelli più vicini alle radici del movimento, sia teologicamente che praticamente e respingono molti aspetti della modernità fra cui televisione, cinema o musica moderna.
In Inghilterra, nel 1995 la Grace Baptist Assembly aveva più di 10.000 membri in circa 269 chiese. I Gospel Standard Strict Baptist, 6400 membri in 156 chiese, più 3 chiese negli USA.